# 미끼 (1998년 영화)
"미끼"는 1998년에 개봉한 대한민국의 영화이다.

## 캐스팅
- 김명곤 : 마섭 역
- 이진우 : 민규 역
- 고태영 : 소영 역
- 최진홍 : 석두 역
- 김윤희 : 제니 역
- 양택조 : 조 회장 역
- 이무정 : 한 회장 역
- 이해룡 : 황 의원 역
- 김종선 : 김 실장 역
- 박경호 : 양 부장 역
- 안진수 : 강 국장 역
- 김능해 : 김 실장 역
- 양창완 : 어깨 1 역
- 채민석 : 어깨 2 역
- 한경훈 : 어깨 3 역
- 정경훈 : 여자앵커 역
- 이선미 : 미니스커트 역
- 박세진 : 오렌지 남 역
- 김숙희 : 오렌지 여 역
- 이윤진 : 보석상 여인 역
- 고동희 : 보석상 직원 역
- 나혁 : 웨이터 역
- 김효태 : 꼬마 역
- 박찬환 : 오 형사 역 (특별출연)